# Serranópolis de Minas
Serranópolis de Minas è un comune del Brasile nello Stato del Minas Gerais, parte della mesoregione del Norte de Minas e della microregione di Janaúba.